# الاسو ۲
الاسو ۲ (به لاتین: Allosso 2) یک منطقهٔ مسکونی در ساحل عاج است.